# Tony Pulis
Anthony Richard "Tony" Pulis (ur. 16 stycznia 1958) – walijski trener i piłkarz.

## Kariera
Pierwsze kroki jako trener stawiał w Bournemouth, gdzie najpierw był piłkarzem/trenerem a potem asystentem Harry'ego Redknappa. Kiedy Redknapp opuścił klub, on zajął jego miejsce. Następnie odszedł do Gillingham, jednak w 1999 wpadł w konflikt z prezesem Paulem Scallym. Kolejnymi klubami, które prowadził były Bristol City i Portsmouth, gdzie mu się nie powiodło. W 2002 roku został trenerem Stoke City. W sezonie 2002/03 udało mu się uniknąć spadku do League Two w ostatniej kolejce. Spędził dwa kolejne sezony w Stoke zanim został zwolniony przez islandzkich właścicieli. W sezonie 2005/06 był trenerem Plymouth Argyle.
W 2006 roku powrócił do Stoke. W sezonie 2007/08 poprowadził klub do Premier League. W sezonie 2010/11 doprowadził Stoke do ich pierwszego finału FA Cup w historii. The Potters przegrali w finale z Manchesterem City, ale wywalczyli awans do europejskich pucharów. 21 maja 2013 roku odszedł ze Stoke City, po siedmiu latach spędzonych na Britannia Stadium.
23 listopada 2013 roku został trenerem Crystal Palace, z którym podpisał dwuipółletni kontrakt. W momencie przejęcia drużyny zajmowała ona ostatnie miejsce w tabeli z dorobkiem zaledwie 4 punktów po rozegranych 11 meczach. 19 kwietnia 2014 roku po wygranej 1:0 nad West Ham United, Pulis wyrównał klubowy rekord pięciu zwycięstw z rzędu w najwyższej klasie rozgrywkowej. W swoim pierwszym sezonie w Crystal Palace zajął z drużyną 11. miejsce w lidze i został wybrany menedżerem sezonu 2013/2014 w Premier League. 15 sierpnia 2014 roku złożył rezygnację z funkcji trenera Crystal Palace.
1 stycznia 2015 roku został trenerem West Bromwich Albion podpisując dwuipółletni kontrakt. 20 listopada 2017 roku został zwolniony z tego stanowiska.
26 grudnia 2017 został menadżerem Middlesbrough.